# Bayside (Wisconsin)
Bayside es una villa ubicada en el condado de Milwaukee en el estado estadounidense de Wisconsin. En el Censo de 2010 tenía una población de 4.389 habitantes y una densidad poblacional de 708,74 personas por km².

## Geografía
Bayside se encuentra ubicada en las coordenadas 43°10′57″N 87°54′5″O / 43.18250, -87.90139. Según la Oficina del Censo de los Estados Unidos, Bayside tiene una superficie total de 6.19 km², de la cual 6.19 km² corresponden a tierra firme y (0%) 0 km² es agua.

## Demografía
Según el censo de 2010, había 4.389 personas residiendo en Bayside. La densidad de población era de 708,74 hab./km². De los 4.389 habitantes, Bayside estaba compuesto por el 90.7% blancos, el 3.35% eran afroamericanos, el 0.3% eran amerindios, el 3.67% eran asiáticos, el 0.07% eran isleños del Pacífico, el 0.5% eran de otras razas y el 1.41% pertenecían a dos o más razas. Del total de la población el 2.76% eran hispanos o latinos de cualquier raza.